# الشرح يحضب الثاني
الشرح يحضب بن فرع ينهب آل جرتي (نحو 200م - 265م): ملك سبأ وذي ريدان،وتعود أصوله إلى ذي جرة وفقاً لتحقيق البروفيسور "نوربرت نيبس".وهو ابن الملك فرع ينهب مؤسس الأسرة الجرتية الملكية، والتي حكمت ما يزيد عن نصف قرن فيما بين العام (225م - و280م) تقريباً.وقد لقبه العلماء بالثاني ليميز عن ملك آخر حكم قبله وتسمى بهذا الاسم واللقب أيضا (الشرح يحضب الأول) وهو المعاصر للملك ياسر يهصدق، وقد خلط باحثي القرن العشرين بينهما كثيراً.
اتصل إِلِيْشَرَح يحضب وشقيقة يأزل بإدارة دولة سبأ منذ أيام أبيهما فرع ينهب (نحو 225م - 230م) كما يشير إلى ذلك النص (Ja 566): "فرع ينهب وبنوه إليشرح يحضب ويأزل - ملك سبأ".واقتصر لقب ملك سبأ على أبيهما، ولم يحملا لقب ملوك سبأ وهو على سدة الحكم (النقش: SR-Thulā 4).تولى اليشرح يحضب وشقيقة يأزل الحكم خلال العقد الرابع من القرن الثالث الميلادي، واتخذ اليشرح يحضب وشقيقة يأزل في أول عهدهما اللقب البسيط (ملك سبأ) امتداداً لوالدهم الملك فرع ينهب، مما يدل أن ملكهما في أوله لم يكن متسعًا وكان قاصرًا على سبأ (Gr 229).
يعد عهد الملك (اليشرح يحضب الثاني)، أغنى العهود بالنقوش، فلدينا من عهده وشقيقة (يازل بين) ما يزيد عن 55 نقشاً، وله بعد وفاة أخيه "يأزل" أكثر من 10 نقوش تذكره ملكاً منفردا، وهو الملك السبئي الأكثر ذكراً في النقوش حتى الآن، مما يدل على طول فترة حكمه والتي قدرها العلماء نحو خمسة وثلاثين عاماً. وفي عهده، شن الشرح يحضب الثاني وشقيقة يأزل حروبًا متواصلة لتعزيز قوتهما في جنوب شبه الجزيرة العربية، سواء في الاتجاه الشمالي أو الجنوبي أو الغربي. في الشمال، كان الخصم قبائل منطقة نجران. وفي الجنوب، كان خصمهم الأكبر دولة حمير التي كانت تكتسب السلطة بثبات. وفي الغرب، كان العدو الأحباش وأتباعهم من قبائل العرب. ومع ذلك، كانت مشاريع الشرح يحضب الثاني العسكرية محلية بطبيعتها ولا يمكن مقارنتها بالسياسة التوسعية الواسعة لسلفه شاعر أوتر، الذي فرض هيمنته على جنوب شبه الجزيرة العربية تقريبًا.
ما بين عام (240م - 245م) شن الشرح يحضب الثاني حروب منتظمة على منافسة الملك شمر يهحمد والأراضي الحميرية، انطلاقاً من مدينة ناعط، ووصلت الحروب بين الطرفين إلى مدينة ذمار، وعلى أثرها تم عقد هدنة بين الطرفين لالتقاط انفاسهم (CIH 314).استغل الشرح يحضب الهدنة وعدم قيام حرب بين الريدانيين والسبئيين، فوجه كامل نشاطه لقتال الأحباش الذين يحتلون تهامة. ومن نفس الفترة، يورد لنا النص (Ja 576): عن حرباً شنها الشرح يحضب الثاني وأخيه يأزل ضد ملك كندة ومذحج مالك بن بد الكندي لمؤازرته لامرئ القيس بن عوف ملك خصاصة، وهي مملكة صغيرة في نجران، ووقع الملك مالك بن بدا مع عدد من رؤساء وكبراء كندة في الأسر. وسيقوا إلى مأرب، وأبقوا في الأسر حتى وافقوا على وضع أولادهم رهائن عند ملك "سبأ وذي ريدان" وعلى إعطاء عهد بعدم التحرش مرة أخرى بمملكة "سبأ وذي ريدان" وبمساعدة أعدائها، وتسليم امرئ القيس بن عوف، وقد وافق "مالك" على إعطاء عهد بما طلب منه ووضع ابنه رهينة، كما وضع رؤساء وكبراء كندة أولادهم رهائن لديه، فأفرج بذلك عنهم.
خلال فترة الهدنة قام الملك شمر يهحمد بتعمير موقع تعرمان خلال شهرين فقط، وهو حصن عسكري سبئي سيطر عليه الحميريون فأصبح مقراً متقدماً للحميريين في الأراضي السبئية، وإعادة إعمار هذا الحصن يدل على إصرار على استئناف القتال (Ir 49).وفعلاً لم تدم الهدنة طويلاً إذ اتهم الشرح يحضب منافسة شمر يهحمد بالأخلال بالمواثيق والاستعانة بالأحباش وقبائل سهرة في حرب سبأ، فستأنف القتال بين الطرفين، وتم تدمير حصن تعرمان، ويذكر الشرح أنه هزم الأحباش ومن والاهم من قبائل سهرة (Ja 577)،لاحقاً أرسل شمر يهحمد وفداً إلى الشرح يحضب يطلب السلم والتآخي (Ir 69).وفي منتصف القرن الثالث الميلادي، اندلعت الحرب من جديد بين السبئيين والريدانيين، كان خصم الشرح يحضب في هذه المعارك هو الملك الحميري كرب إل أيفع، الذي اتهمه الشرح يحضب بنكث الصلح والمواثيق التي عقدها مع سلفه الملك شمر يهحمد.
أدت المواجهة مع الملك كرب إل أيفع والحميريين إلى اثنا عشر معركة، استمرت خمسة سنوات (نحو 250 - 255م)، كما يشير النقش (Na Maḥram Bilqīs 1 - السطر 29 و42).كانت ذروة تلك المعارك - معركة ذو "حرمة" في يوليو 253م، والتي ترد معلوماتها في النقش (al-Miʿsāl 2)، الذي كتبه أحد الأرستقراطيين من منطقة ردمان، وقاتل إلى جانب الحميريين، ويذكر انتصار ملك سبأ وذي ريدان كرب إل أيفع الذي عاد إلى هكر من معركة سهل حرمة بغنائم وأسرى.إلا أن ذلك النصر كان مؤقتاً، حيث تشير النصوص (Ja 580 وJa 581 وJa 586 وJa 589) إلى انتصار الملكين الشرح يحضب ويأزل، وهزيمة القوات الحميرية في أرض "حرمة"، ودحرها إلى الجنوب. ويظهر من النقشان (Ja 578 وM.A Thabit 86 MB) أن كرب إل أيفع بعد أن أصيب بهزائم في أرض "حرمة" في المعارك الآنف ذكرها، نبذته قبائل حمير، فاضطر إلى أن يتراجع إلى أماكن أخرى؛ ليجمع فلوله ويضم إليه من بقي مواليًا له، فاستطاع أن يجمع أعوانه وأنصاره ومن كان يميل إليه ويؤيده، جمعهم في وادي "ظور"، غير أن قوات الملكين هاجمته فأصابته بهزيمة اضطُرَّ على أثرها إلى الالتجاء إلى مدينتي "يكلى وأبون"، وأجبر على أن يعطي عهدًا بالولاء للملكين، وعلى الاعتراف بسيادتهما عليه. إلا أنه لاحقاً تحصن في مدينة "هكر"، وامتنع بها وأغلق عليه الأبواب عندما جاءته قوات الملكين تطلب منه الاستسلام. وهاجمت قوات الملكين بجيوش من كهلان، مدينة هكر واستباحتها؛ فاضطر "كرب إيل" إلى الاستسلام وإعلان طاعته وخضوعه للملكين (وفق الرواية السبئية المتوفرة).
وفي حوالي العام 260م، يذكر لنا النص (Ja 2110): خبر مهمة أرسلها الملك الشرح يحضب وأخيه يأزل - يبدوا دبلوماسية - إلى الحارث بن كعب ملك الأزد ومالك بن بد ملك كندة ومذحج، واستغرقت تلك المهمة ثلاثة ليالٍ، وعادوا إلى مأرب.ويظهر من النص أن الشرح يحضب كان في علاقة سلم وسلام مع قبائل الأزد وكندة ومذحج آنذاك. وفي حوالي العام 265م، يرسل الملك الشرح يحضب وفداً لملوك قبائل: غسان، الأزد، نزار، ومذحج (النقش: ZI 75)، ويبدوا أن الملك السبئي كان له سلطه اسميه على تلك القبائل وملوكها.
توفى يأزل بن فرع ينهب نحو سنة 260م، وأنفرد الشرح يحضب بالعرش، وذكر في تلك المرحلة منفرداً في 10 نقوش.وآخر النقوش المؤرخة للملك اليشرح يحضب كانت في السنة السادسة من سني "معد يكرب بن تبع كرب من آل حزفر" (RES 4646).وفي العام التالي، من السنة السابعة من سني "معد يكرب بن تبع كرب من آل "حزفر"، ورث عرش سبأ ابنه نشأ كرب يأمن يهرحب الموافق 265م تقريباً (Ir 26)،وهو آخر ملوك سبأ في مأرب، وقد سقطت دولته على يد الملك الريداني ياسر يهنعم وابنه شمر يهرعش حوالي العام 280م، ولا يُعرف على وجه اليقين مصير الملك نشأ كرب يهرحب بعد سقوط مأرب ودولته.

## ضبط الاسم
دون اسم هذا الملك بلفظ "الشرح"، بخمسة حروف متصلة، وكتب بحذف حرف الياء، الذي يُعد من حروف اللين في اللغة العربية، والتي لا تكتب غالبا في خط المسند وسط الاسم أو الكلمة. أما في مصادر التراث العربية فورد الاسم بلفظ "إِلِيْشَرَح" عند محمد بن حبيب البغدادي وابن يونس المصري وآخرين. فالأرجح أن الاسم كان ينطق "إِلِيْشَرَح" وبقى هذا الاسم دارجاً حتى زمن التدوين العربي.